# Championnat du Sénégal de football 1981
Navigation
Saison 1984
La saison 1981 du Championnat du Sénégal de football est la dix-huitième édition de la première division au Sénégal. Les quatorze meilleures équipes du pays sont regroupées au sein d'une poule unique où elles s'affrontent deux fois, à domicile et à l'extérieur. Le système de promotion-relégation n'est pas précisé.
C'est le club de l'US Gorée qui remporte le championnat cette saison après avoir terminé en tête du classement, avec trois points d'avance sur le tenant du titre, le SEIB Diourbel et cinq sur l'ASC Niayes-Pikine. C'est le 2e titre de champion du Sénégal de l'histoire du club après celui obtenu en 1978.
Le vainqueur du championnat se qualifie pour la Coupe des clubs champions africains tandis que le vainqueur de la Coupe de Sénégal obtient son billet pour la Coupe des Coupes. Enfin, le deuxième du classement se qualifie pour la prochaine édition de la Coupe de l'UFOA, une compétition régionale réservée aux clubs de l'Afrique de l'Ouest.

## Les clubs participants
| - US Gorée - SEIB Diourbel - ASC Niayes-Pikine - AS Police - US Rail - ASC Jeanne d'Arc - Casa Sports | - ASEC Ndiambour - ASC Diaraf - Stade de Mbour - ASFA Dakar - ASC Linguère - Mbosse FC - ASC Talba |

## Compétition
Le barème de points servant à établir les classements se décompose ainsi :
- Victoire : 2 points
- Match nul : 1 point
- Défaite : 0 point

### Classement
| Rang | Équipe            | Pts | J  | G  | N  | P  | Bp | Bc | Diff |
| ---- | ----------------- | --- | -- | -- | -- | -- | -- | -- | ---- |
| 1    | US Gorée          | 36  | 26 | 13 | 10 | 3  | 37 | 20 | +17  |
| 2    | SEIB DiourbelT    | 33  | 26 | 14 | 5  | 7  | 33 | 15 | +18  |
| 3    | ASC Niayes-Pikine | 31  | 25 | 11 | 9  | 5  | 27 | 20 | +7   |
| 4    | AS PoliceC        | 28  | 26 | 12 | 4  | 10 | 33 | 28 | +5   |
| 5    | US Rail           | 28  | 26 | 9  | 10 | 7  | 27 | 24 | +3   |
| 6    | ASC Jeanne d'Arc  | 27  | 26 | 8  | 10 | 8  | 28 | 22 | +6   |
| 7    | Casa Sports       | 26  | 25 | 6  | 14 | 5  | 22 | 20 | +2   |
| 8    | ASEC Ndiambour    | 25  | 26 | 8  | 9  | 9  | 21 | 21 | 0    |
| 9    | ASC Diaraf        | 24  | 26 | 8  | 8  | 10 | 34 | 32 | +2   |
| 10   | Stade de Mbour    | 24  | 26 | 10 | 4  | 12 | 27 | 31 | -4   |
| 11   | ASFA Dakar        | 23  | 26 | 8  | 7  | 11 | 29 | 34 | -5   |
| 12   | Mbosse FC         | 23  | 26 | 6  | 10 | 10 | 18 | 28 | -10  |
| 13   | ASC Linguère      | 21  | 26 | 5  | 11 | 10 | 18 | 24 | -6   |
| 14   | ASC Talba         | 13  | 26 | 4  | 5  | 17 | 24 | 58 | -34  |

|  | Qualification pour la Coupe des clubs champions africains 1982                   |
|  | Qualification pour la Coupe des Coupes 1982                                      |
|  | Qualification pour la Coupe de l'UFOA 1982                                       |
|  | Relégation directe en Division 2                                                 |
|  | T : Tenant du titre C : Vainqueur de la Coupe du Sénégal P : Promu de Division 2 |

- Le résultat de la rencontre entre Casa Sports et l'ASC Niayès est manquant.

## Bilan de la saison
| Championnat du Sénégal de football 1981  |                     |
| Champion                                 | US Gorée (2e titre) |
| Coupes et trophées                       |                     |
| Vainqueur de la Coupe du Sénégal 1981    | AS Police           |
| Qualifications continentales             |                     |
| Coupe des clubs champions africains 1982 | US Gorée            |
| Coupe des Coupes 1982                    | AS Police           |
| Coupe de l'UFOA 1982                     | SEIB Diourbel       |
| Promotions et relégations                |                     |
| Promus en Division 1                     | Inconnus            |
| Relégués en Division 2                   | Inconnus            |